# Берелидзе, Цотне
Цо́тне Берели́дзе (груз. ცოტნე ბერელიძე; 24 марта 2006, Тбилиси) — грузинский футболист, полузащитник тбилисского «Динамо».

## Клубная карьера
Берелидзе дебютировал в профессиональной карьере за тбилисское «Динамо» 12 апреля 2024 года. Он отыграл 90 минут в ничейном (0:0) лиги Эровнули против «Колхети-1913». После той игры 18-летний футболист регулярно выступал в основном составе своего клуба.

## Карьера в сборной
Берелидзе дебютировал за сборную Грузии до 17 лет, выйдя на замену в матче против Англии (6:2) 28 октября 2022 года. 15 ноября 2023 года, в возрасте 17 лет, Берелидзе дебютировал за сборную Грузии до 19 лет, отыграв полные 90 минут и забив свой первый гол в матче против Кипра (2:0) в квалификации чемпионата Европы среди юношей до 19 лет. Три дня спустя, во втором групповом матче Грузии против Молдовы, заработал пенальти, что позволило выиграть матч (2:1). В третьем групповом матче Грузия потерпела поражение от Испании (4:0), но всё же вышла в элитный раунд.